# Сенюшкин, Валентин Григорьевич
Валентин Григорьевич Се́нюшкин (23 апреля 1937, Москва — 24 сентября 2022) — советский хоккеист, центральный нападающий, восьмикратный чемпион СССР, мастер спорта СССР.

## Биография
В 1949 году Валентин Сенюшкин начинал играть в хоккей в юношеской команде ВВС в Москве. В 1953—1965 годах выступал за команду ЦСКА (до 1954 года она называлась ЦДСА, а до 1959 года — ЦСК МО), забросив 110 шайб в примерно 280 матчах чемпионата СССР. В её составе он восемь раз становился чемпионом СССР, четыре раза был серебряным и один раз — бронзовым призёром чемпионата СССР. По результатам сезонов 1960/61 и 1961/62 годов Сенюшкин был включён в списки «33/34 лучших хоккеистов чемпионата СССР». В команде ЦСКА партнёрами Сенюшкина по тройке нападения в разные годы были Игорь Деконский, Владимир Брунов, Леонид Волков, Анатолий Фирсов и другие.
В 1965—1968 годах Сенюшкин выступал за команду СКА (Ленинград), забросив 15 шайб в 58 матчах чемпионата СССР. Всего в чемпионатах СССР (в играх за ЦСКА и СКА) Сенюшкин провёл около 340 матчей, забросив 125 шайб.
В составе сборной СССР в 1960—1965 годах участвовал в десяти товарищеских матчах против Швеции (3), Чехословакии (3) и Канады (4), забросив четыре шайбы (две в ворота сборной Чехословакии, и по одной — Швеции и Канады). Также выступал за вторую и молодёжную сборные СССР по хоккею. В 1964 году в составе второй сборной СССР завоевал Кубок Ахерна, проходивший с 26 декабря 1963 года по 3 января 1964 года в Швеции; в ходе турнира забросил две шайбы.
После окончания игровой карьеры работал тренером. В 1972—1974 годах был главным тренером хоккейного клуба «Легия» из Варшавы (Польша). Впоследствии преподавал в военной академии. Скончался 24 сентября 2022 года.

## Достижения
- Чемпион СССР — 1956, 1958, 1959, 1960, 1961, 1963, 1964, 1965[1].
- Серебряный призёр чемпионата СССР — 1957[1].
- Бронзовый призёр чемпионата СССР — 1962[1].
- Обладатель Кубка СССР — 1961[1].
- Обладатель Кубка Ахерна (в составе второй сборной СССР) — 1964[11].